# Plateaucurve
In de wiskunde vormen de Plateaucurves een door drie reële parameters geparametriseerde familie krommen, die een grote variëteit aan vormen vertoont. De curves zijn genoemd naar de Belgische natuur- en wiskundige Joseph Plateau.

## Definitie
De Plateaucurve voor de parameters {\displaystyle n,m,a\in \mathbb {R} } wordt voor {\displaystyle t\in [-\infty ,+\infty ]} gegeven door:
{\displaystyle x(t)=a\,{\frac {\sin((m+n)t)}{\sin((m-n)t)}}}
{\displaystyle y(t)=a\,{\frac {\sin(mt)\cdot \sin(nt)}{\sin((m-n)t)}}}

## Vereenvoudiging
Het onderzoek naar de mogelijke vormen kan sterk vereenvoudigd worden door de mogelijke waarden van de parameters in te perken zonder daarbij mogelijke vormen te verliezen.
- De parameter {\displaystyle a} is een schaalfactor die de figuur groter of kleiner maakt maar de vorm zelf niet wijzigt. Hij kan dus gelijk aan 1 genomen worden.
- Stel dat voor {\displaystyle m} een waarde gekozen is. Dan doorloopt de variabele

{\displaystyle s=m\cdot t}
eveneens het domein van min tot plus oneindig zodat dezelfde figuur wordt bekomen als wanneer men {\displaystyle t} als variabele gebruikt. De vergelijkingen worden nu echter:
{\displaystyle x(s)={\frac {\sin((1+n/m)s)}{\sin((1-n/m)s)}}}
{\displaystyle y(s)={\frac {\sin(s)\cdot \sin(ns/m)}{\sin((1-n/m)s)}}}
met {\displaystyle s\in [-\infty ,+\infty ]}
In deze uitdrukking komt nog enkel de verhouding {\displaystyle n/m} voor die kan worden vervangen door één nieuwe parameter {\displaystyle k}:
{\displaystyle x(s)={\frac {\sin((1+k)s)}{\sin((1-k)s)}}}
{\displaystyle y(s)={\frac {\sin(s)\cdot \sin(ks)}{\sin((1-k)s)}}}
met {\displaystyle s\in [-\infty ,+\infty ]}
- Ten slotte kan men aantonen dat, indien {\displaystyle k} wordt vervangen door {\displaystyle 1/k,} de figuur wel wordt gespiegeld tegenover de oorsprong (0,0), maar niet van vorm verandert.

Samengevat volstaat het dus deze laatste formules te onderzoeken, en dit enkel voor waarden van {\displaystyle k} gelegen tussen −1 en +1. Indien nu opnieuw de naam {\displaystyle t} wordt gebruikt voor de variabele wordt dit ten slotte:
{\displaystyle x(t)={\frac {\sin((1+k)t)}{\sin((1-k)t)}}}
{\displaystyle y(t)={\frac {\sin(t)\cdot \sin(kt)}{\sin((1-k)t)}}}
met {\displaystyle t\in [-\infty ,+\infty ]} en {\displaystyle k\in [-1,+1]}
Gezien het feit dat de vergelijkingen volledig zijn opgebouwd uit producten en delingen van periodieke functies (sinussen) zal elke Plateaucurve zelf ook periodiek zijn, met een periode die in elk geval niet groter zal zijn dan het product van de afzonderlijke periodes. De totale periode {\displaystyle P} is dus ten hoogste:
{\displaystyle P\leq {\frac {2\pi }{1-k}}\cdot {\frac {2\pi }{1+k}}\cdot {\frac {2\pi }{k}}\cdot 2\pi ={\frac {16\pi ^{4}}{(1-k^{2})k}}}
Deze waarde is een absoluut maximum. In vele gevallen, meer bepaald indien de waarde {\displaystyle k} rationaal is, kan de werkelijke periode beduidend korter zijn.
Elke Plateaucurve bezit ook een symmetrie tegenover de x-as. Dit komt doordat, indien {\displaystyle t} wordt vervangen door {\displaystyle -t,} de x-component gelijk blijft, maar de y-component van teken wisselt. Een onderzoek van een Plateaucurve kan dus door het gecombineerde effect van symmetrie en periodiciteit worden beperkt tot een interval {\displaystyle [0,P/2]} om alle eigenschappen van de curve te ontdekken. Een volledige grafiek vereist wel een domein {\displaystyle [-P/2,P/2]} of {\displaystyle [0,P].}

## Mogelijke vormen

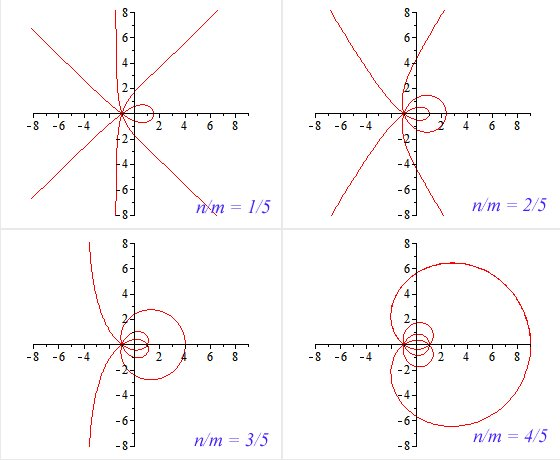
Vier Plateaucurves, voor rationale waarden gaande van 1/5 tot 4,5. Voor bestaat de curve uit vier lussen. Naarmate de noemer daalt van 4 naar 1 worden de lussen ingeruild tegen asymptoten.

De mogelijke waarden van de enige resterende parameter {\displaystyle k} kunnen worden beperkt tot het interval:
{\displaystyle k\in [-1,1)}
De rechtse grenswaarde  van dit interval ({\displaystyle k=1}) kan immers worden uitgesloten omdat dit een deling door nul tot gevolg zou hebben. Enkele speciale waarde zijn:
- {\displaystyle k=1/2}: dan vereenvoudigt de Plateaucurve zich tot een cirkel met straal 2 en middelpunt (1,0).

{\displaystyle (x-1)^{2}+y^{2}=4}
- {\displaystyle k=-1/2}: dan wordt de Plateaucurve een hyperbool met als parametervergelijking:

{\displaystyle x(t)=-{\tfrac {1}{3}}\pm {\tfrac {2}{3}}\cosh(t)}
{\displaystyle y(t)={\tfrac {2}{3}}{\sqrt {3}}\,\sinh(t)}
- {\displaystyle k=0}: indien {\displaystyle k} naar nul nadert, nadert de Plateaucurve tot een rechte lijn, namelijk de x-as.
- {\displaystyle k=-1}: indien {\displaystyle k} naar −1 nadert, nadert de Plateucurve naar een koppel snijdende rechten, namelijk de twee coördinaatassen.

Daarnaast kan men eveneens nagaan hoe de curve evolueert voor rationale waarden van {\displaystyle k=n/m.} Gezien {\displaystyle k} in absolute waarde kleiner dan 1 is, kan de teller {\displaystyle n} dan waarden aannemen van 1 tot en met {\displaystyle m-1.} Dit in de veronderstelling dat de breuk {\displaystyle n/m} maximaal wordt vereenvoudigd door de teller en noemer door een gelijke factor te delen. Dan geldt, voor noemers {\displaystyle m>2:}
- Voor positieve rationale waarden {\displaystyle k=n/m} bestaat de curve uit een aantal lussen in de oorsprong plus eventueel een aantal koppels asymptoten. Het aantal lussen is hierbij gelijk aan de teller {\displaystyle n,} en is dus maximaal als {\displaystyle n=m-1.} Telkens wanneer {\displaystyle n} met 1 verlaagd wordt, verdwijnt een lus, maar komt er een koppel asymptoten in de plaats. Bijvoorbeeld, voor {\displaystyle k=3/4} bevat de curve drie lussen, maar voor {\displaystyle k=1/4} één lus en twee koppels asymptoten.
- voor negatieve rationale waarden {\displaystyle k=-n/m} bestaat de curve uit een aantal hyperbolen. Dit aantal is gelijk aan {\displaystyle n+m-1,} nog steeds in de veronderstelling van een maximaal vereenvoudigde breuk n/m.